# Арчер (округ)
Округ Арчер (англ. Archer County) расположен в США, в штате Техас, и был образован в 1858 году из округа Фаннин. По состоянию на 2000 год, население Арчера составляло 8854. Окружным центром для него является город Арчер-Сити. Округ Арчер назван в честь уполномоченного представителя республики Техас Брэнча Тэннера Арчера.

## География
По данным Бюро переписи населения США округ имеет общую площадь 2398 км², из которых 2356 км² составляет суша и оставшиеся 42 км² или 1,74 % водные ресурсы.

### Основные шоссе
- Шоссе 82
- Шоссе 25
- Шоссе 281
- Шоссе 79

### Соседние округа
- Уичито (север)
- Клей (восток)
- Джэк (юго-восток)
- Янг (юг)
- Бейлор (запад)

## Демография
По данным переписи населения 2000 года в округе проживало 8854 жителей, в составе 3345 хозяйств, 2515 семей. Плотность населения была 4 человека на квадратный километр. Насчитывалось 3871 жилых домов, при плотности покрытия 2 постройки на 1 квадратный километр. По расовому составу население состояло из 95,54 % белых, 0,08 % чёрных или афроамериканцев, 0,62 % коренных американцев, 0,12 % азиатов, 0,03 % коренных гавайцев или других жителей Океании, 2,28 % прочих рас, и 1,32 % представители двух или более рас. 4,87 % населения являлись испано- или латиноамериканцами.
Из 3345 хозяйств 37,20 % воспитывают детей возрастом до 18 лет, 65,0 % супружеских пар живущих вместе, 7,2 % женщин-одиночек, 24,8 % не имели семей.
21,9 % от общего количества живут самостоятельно, 10,2 % одинокие старики в возрасте от 65 лет и старше. В среднем на каждое хозяйство приходилось 2,63 человека, среднестатистический размер семьи составлял 3,08 человека. 89,8 % людей не состоящих в браке назвали себя гетеросексуальными, 10,2 гомосексуальными (1,9 % среди мужчин, 8,3 % среди женщин).
Показатели по возрастным категориям в округе были следующие: 28,2 % жителей до 18 лет, 7,0 % от 18 до 24 лет, 27,4 % от 25 до 44 лет, 23,5 % от 45 до 64 лет, и 13,9 % старше 65 лет. Средний возраст составлял 38 лет. На каждых 100 женщин приходилось 100,2 мужчин. На каждых 100 женщин в возрасте 18 лет и старше приходилось 96,2 мужчины.
Средний доход на хозяйство в округе составлял 38 514 $, на семью — 45 984 $. Среднестатистический заработок мужчины был 31 386 $ против 22 119 $ для женщины. Доход на душу населения в округе был 19 300 $. Около 6,8 % семей и 9 % общего населения зарабатывало ниже прожиточного минимума. Среди них было 9,9 % тех, кому ещё не исполнилось 18 лет, и 10,8 % тех, кому было уже больше 65 лет.

## Политическая ориентация
На президентских выборах 2008 года Джон Маккейн получил 82,36 % голосов избирателей против 16,95 % у демократа Барака Обамы.
В Техасской палате представителей округ Арчер числится в составе 69-го района. Интересы округа представляет демократ Дэвид Фараби из Уичито-Фолс.

## Населённые пункты

### Города
- Арчер-Сити
- Холидей
- Скотленд

### Посёлки, деревни
- Лейксайд-Сити
- Мегаргел
- Уиндсорст[4]
- Хаф

### Заброшенные населённые пункты
- Анарин

## Образование
Образовательную систему округа составляют следующие учреждения:
- школьный округ Арчер-Сити[5]
- школьный округ Холидей[6]
- объединённый школьный округ Айова-Парк[7] (частично)
- школьный округ Джэксборо[8] (частично)
- школьный округ Олни (частично)
- школьный округ Уиндсорст[9]